# アルグ
アルグ（ペルシア語：الغو Alghū、? - 1266年）は、モンゴル帝国のチャガタイ・ウルスの第7代当主（在位：1260年 - 1266年）。

## 生涯
父はチャガタイの子のバイダル。チンギス・カンの曾孫にあたる。チャガタイ家の中では傍流であったが、第4代カアンのモンケの急死、それに伴う混乱の中で急速にその地位を高めた。
1260年、4月にトルイの6男アリクブケが、6月にトルイの4男クビライが相次いて第5代カアンに即位し、帝国で2人のカアンが並び立った。クビライはブリの子アビシュカをチャガタイ・ウルスの当主に任命し、その兄弟とともに任地へ派遣したが、陝西地方においてアリクブケ派に捕らえられてしまう。アリクブケ・カアンは代わりにチャガタイの6男バイダルの子アルグをチャガタイ・ウルスの当主としてビシュバリクに派遣した。権力を奪われた監国のオルガナ・カトゥンはアリクブケ・カアンのもとへ行き、このことを訴えた。
1264年、アルグの領土はアルマリク地方からアム河畔に達し、たちまち15万の軍を集めた。折しもアリクブケが敗戦で物資が欠乏したため3人の使者をアルグのもとに派遣し、その地で家畜・兵器・金銀を徴発させた。その徴発はあまりにも多かったため、アルグは3人の使者を殺害し、徴発された物資を取り返した。アリクブケ・カアンはこの裏切りを知ると、アルマリクのアルグ征討をおこない、アルグの軍隊をことごとく殺害、アルグはサマルカンドに退却した。しかし、アリクブケの将校たちはそんな彼の残虐性に愛想を尽かし、合わせて飢饉に見舞われたため、次々と離反してクビライ側についていった。アリクブケ・カアンには一握りの軍隊しか残らなくなったので、アルグに講和を求めるべく、オルガナ・カトゥンとマスウード・ベイをアルグのもとへ派遣した。しかし、アルグはオルガナと結婚し、マスウード・ベイを財務長官に任命して抱き込んでしまう。
マスウード・ベイがサマルカンドとブハラで莫大な貢賦を徴発したため、アルグの軍隊は非常に潤ったが、まもなくしてオゴデイ家のカイドゥが攻めてきたため、アルグはそれを撃退するために軍を出動せざるを得なかった。
1264年、アリクブケがクビライ・カアンに降り、クビライが単独でモンゴル帝国のカアンとなった。クビライはアリクブケとその部下の処遇を決めるため、4人の王侯と3人の将軍による委員会を設け、満場一致でアリクブケを助命することに決定した。さらにクビライはアリクブケに審判を下すため、西方のフレグ・カン、ベルケ・カン、アルグ・カンの3人のカンに使者を派遣してアリクブケを赦してよいかの審議を問うた。アルグは自らがクビライの承認なしでチャガタイ・ウルスのカンになったので意見をする立場にないと使者に伝えた。フレグ・カンとベルケ・カンはクビライの処置に同意したため、アリクブケは赦された。
1266年、アルグが薨去すると、オルガナはカラ・フレグとの子であるムバーラク・シャーをチャガタイ・ウルスのカンに即位させた。クビライ・カアンは彼のカン位を追認し、共同統治者としてイェスン・トアの子バラクを派遣したが、バラクはまもなくしてムバーラク・シャーからカン位を奪い、自ら即位した。